# Euphrasia amphisysepala
Euphrasia amphisysepala là loài thực vật có hoa thuộc họ Cỏ chổi. Loài này được W.R.Barker mô tả khoa học đầu tiên năm 1987.